# Monocolpodia decussata
Monocolpodia decussata är en tvåvingeart som först beskrevs av Junichi Yukawa 1971.  Monocolpodia decussata ingår i släktet Monocolpodia och familjen gallmyggor. Inga underarter finns listade i Catalogue of Life.